# Elecciones cantonales de Francia de 1967

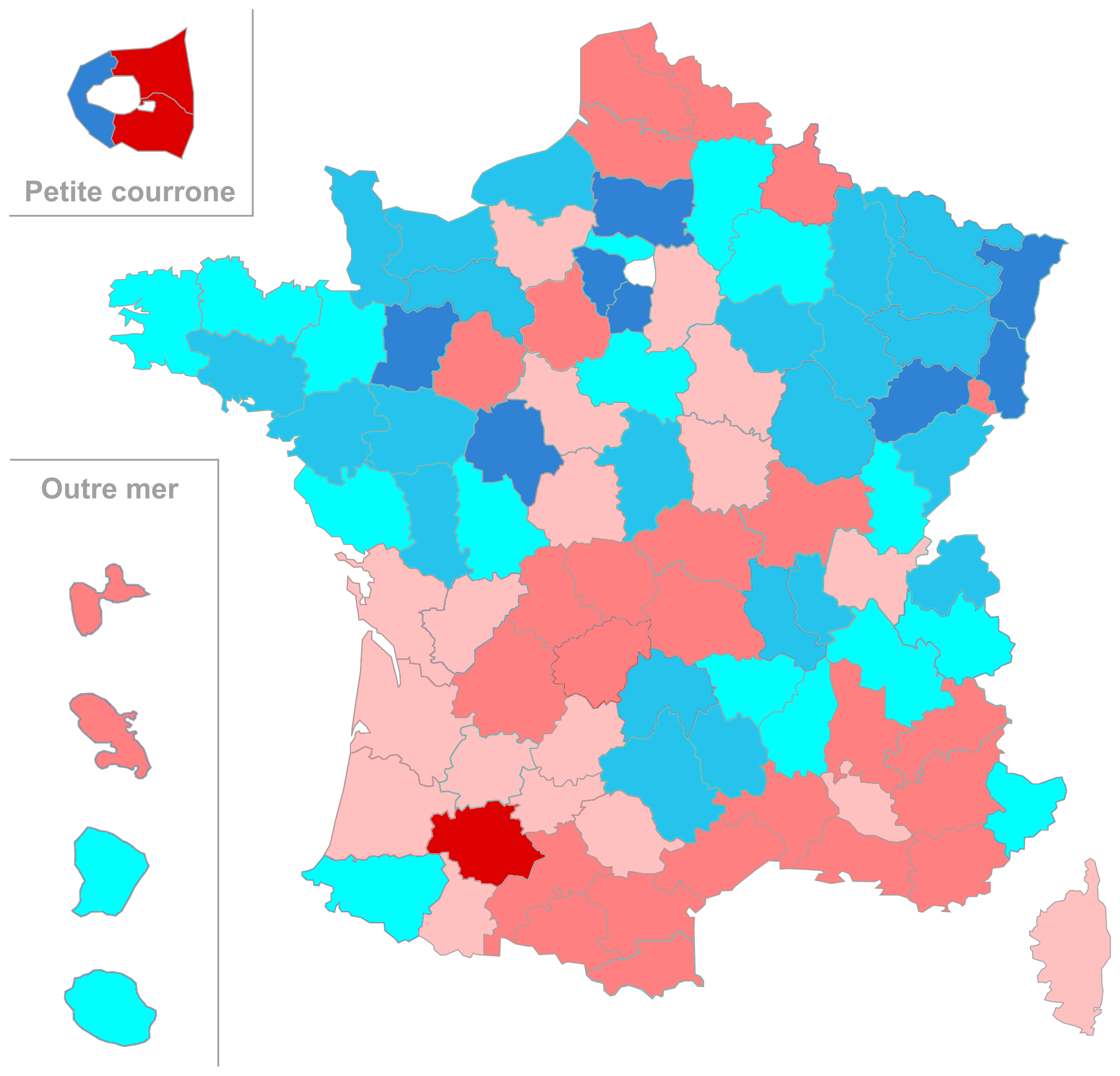
Ganador por cantón

Las elecciones cantonales de Francia de 1967 se desarrollaron desde el 24 de septiembre hasta el 1 de octubre de 1967.

## Resultados
Estas elecciones representan un éxito para la oposición de izquierda, en la lógica de la recuperación operada durante las elecciones legislativas de ese mismo año.

### Escaños
La tasa de abstención se eleva al 42,67 %.
| Partidos políticos o coaliciones                         | Primera vuelta | Primera vuelta | Primera vuelta | Segunda vuelta | Segunda vuelta | Segunda vuelta |
| Partidos políticos o coaliciones                         | Votos          | %              | Escaños        | Votos          | %              | Escaños        |
| -------------------------------------------------------- | -------------- | -------------- | -------------- | -------------- | -------------- | -------------- |
| Partido Comunista francés (COM)                          | 2 166 966      | 26,36          | 97             | -              | -              | -              |
| Federación de la Izquierda Demócrata y Socialista (FGDS) | 1 771 813      | 21,55          | 444            | -              | -              | -              |
| Divers gauche (DVG)                                      | 513 165        | 6,24           | 169            | -              | -              | -              |
| Izquierda parlamentaria                                  | 4 451 944      | 54,15          | 710            | -              | -              | -              |
| Unión democrática por la República (UD-V)                | 1 194 693      | 14,53          | 180            | -              | -              | -              |
| Republicanos Moderados (Mod)                             | 824 410        | 10,03          | 231            | -              | -              | -              |
| Centro demócrata (CD)                                    | 665 635        | 8,10           | 140            | -              | -              | -              |
| Action locale (Act° Loc)                                 | 545 295        | 6,63           | 135            | -              | -              | -              |
| Republicanos independientes (RI)                         | 329 039        | 4,00           | 90             | -              | -              | -              |
| Derecha parlamentaria                                    | 3 559 072      | 43,29          | 776            | -              | -              | -              |
| Partido Socialista Unificado (PSU)                       | 167 793        | 2,04           | 24             | -              | -              | -              |
| Extrema derecha (EXD)                                    | 42 874         | 0,52           | ?              | -              | -              | -              |
| Inscritos                                                | 13 131 519     | 100,00         | -              | -              | -              | -              |
| Abstención                                               | 5 544 924      | 42,23          | -              | -              | -              | -              |
| Votantes                                                 | 7 586 595      | 57,77          | -              | -              | -              | -              |
| Blancos y nulos                                          | 217 324        | 1,66           | -              | -              | -              | -              |
| Emitidos                                                 | 7 369 271      | 98,34          | -              | -              | -              | -              |